# Schneller (Einheit)
Schneller, auch Strähn(e) bzw. Strehn(e) oder auch Schnalz war ein Zählmaß im Handel mit Garn-Strängen.
Beim Aufwinden des Garns auf die Zählhaspel, auch Weife genannt,  wurde nacheinander jeweils eine regional unterschiedliche Anzahl sogenannter Faden zu einem Gebinde, auch als Unterband bezeichnet, verschnürt oder abgebunden (daher der Name „Gebinde“). Eine bestimmte Menge Gebinde bildete schließlich den fertigen Garnstrang. Ein Faden wurde durch eine volle Umdrehung einer Haspel abgemessen. Die Fadenlänge war daher vom Umfang der Haspel abhängig, der wiederum auch vom Material des zu messenden Garnes bestimmt wurde. Die Bezeichnung Schneller beruht darauf, dass nach beendeter Aufwicklung auf der Weife ein Hammer gegen eine Glocke schnellte, um die Beendigung der Wicklung anzuzeigen.

## Österreich
In Österreich wurde das Stückmaß Schnalz genannt und galt für Leinengarn.
- 1 Faden = 2 ½ Ellen (Wiener)
- 1 Schnalz = 5 Wiedel/Gebinde = 1200 Faden = 3000 Wiener Ellen = etwa 2330 Meter

In österreichischen und böhmischen Fabriken wurde aber für Streichgarn auch folgendes angewendet:
- 1 Faden = 2 österreichische Ellen = 1,554 Meter
- 1 Strähn = 4 Viertel = 20 oder 22 oder 24 Klapp = 880 oder 968 oder 1053 Faden

## Schweiz
Im Kanton St. Gallen galt für Baumwollgarn:  
- 1 Faden = 4 bis 5 Fuß (schweiz.)
- 1 Schneller/Strehne = 1000 Faden

## Deutschland

### Bayern
- 1 Faden = 2 Ellen (Bayreuther) = 583 2/5 Pariser Linien = 1,316 Meter
- 1 Gebinde = 60 Faden
- 1 Schneller/Strehne = 720 Faden

In Bayern hatte im Handel 
- 1 Buschen = 30 Strähn (Passauer)[3]

### Königreich Württemberg
Das Königreich Württemberg regelte gesetzlich die Schnellermenge.
- 1 Faden = 2 Ellen (württemberg.)
- 1 Gebinde = 100 Faden
- 1 Schneller = 10 Gebinde = 1000 Faden = 2000 Ellen (württemberg.) = 2103 Ellen (hannoversche)

und 
- 1 Faden = 1 ½ Ellen
- 1 Gebinde = 100 Faden
- halber Schneller = 7 Gebinde = 700 Faden = 1050 Ellen (württemberg.) = 1104 Ellen (hannoversche)[4]

## Andere Bezeichnungen für das Maß von Garnsträngen
- Écheveau
- Geschleif
- Hank
- Lopp
- Roof
- Toll
- Zaspel